# Kurýr 2
Kurýr 2 (v originále Transporter 2, francouzsky Le Transporteur 2) je francouzský akční film z roku 2005 v angličtině, který režíroval Louis Leterrier a scénář napsali Luc Besson a Robert Mark Kamen. Jedná se o pokračování filmu Kurýr (2002) a druhý díl série Kurýr, po němž následovaly filmy Kurýr 3 (2008) a Kurýr: Restart, nazývaný také Kurýr 4 (2015). V hlavních rolích se představí Jason Statham jako Frank Martin, dále hrají Alessandro Gassmann, Amber Valletta, Kate Nauta, François Berléand, Matthew Modine a Jason Flemyng. Ve filmu má Frank Martin (Statham) za úkol chránit malého syna politika Jeffersona Billingse (Modine) před mezinárodním drogovým kartelem.
Film byl uveden do kin ve Francii 3. srpna 2005 společností EuropaCorp, ve Spojených státech jej 2. září uvedla společnost 20th Century Fox. Film získal smíšené hodnocení kritiků, kteří chválili Stathamův výkon, akční sekvence a režii, ale kritizovali jeho scénář. Celosvětově vydělal 89,1 milionu dolarů a následovalo pokračování Kurýr 3 (2008).

## Děj
Frank Martin se přestěhoval z jihu Francie do Miami, kde jako laskavost pro přítele pracuje dočasně jako řidič bohatého páru Audrey a Jeffersona Billingsových. Sbližuje se s jejich synem Jackem, kterého vyzvedává ze školy poté, co odrazí útok gangu zlodějů aut. Když Frank vezme Jacka na lékařskou prohlídku, zjistí, že doktor i recepční jsou podvodníci. Po boji s jejich ozbrojenou vůdkyní Lolou uniká i s Jackem. Po návratu domů je kontaktován únosci, kteří pod pohrůžkou ostřelovače donutí Franka odvézt Lolu k hlavnímu padouchovi – Giannimu Chellinimu. Ten požaduje výkupné 5 milionů dolarů a Jacka si odváží. Frank těsně před explozí odstraní bombu z auta.
Frank díky stříkačce nalezené u falešného lékaře a s pomocí inspektora Tarconiho zjistí, že únosci chtějí Jacka využít k šíření smrtícího viru. Jack nákazu nevědomky přenáší i na své rodiče. Frank vyléčí Jacka jedinou dávkou protilátky a pronikne na konferenci, kde Jefferson nevědomky nakazí ostatní zahraniční protidrogové představitele. Frank dorazí k Chellinimu, porazí jeho muže, ale zjistí, že Chellini si vpíchl poslední dávku protilátky. Po zabití Loly Frank pronásleduje Chelliniho až na letiště, kde naskočí do letícího letadla. Po potyčce na palubě letadlo havaruje do oceánu. Frank zachrání Chelliniho a zachová v něm protilátku.
V nemocnici dostanou Billingsovi lék a Jack se plně uzdraví. Po návštěvě rodiny Frank odváží Tarconiho na letiště. Cestou mu zazvoní telefon s novou zakázkou. Frank zvedne a odpoví: „Poslouchám.“

## Obsazení
- Jason Statham jako Frank Martin
- Alessandro Gassmann jako Gianni Chellini
- Amber Valletta jako Audrey Billingsová
- Kate Nauta jako Lola
- Matthew Modine jako senátor Jefferson Billings
- Jason Flemyng jako Dimitri
- Keith David jako Stappleton
- Hunter Clary jako Jack Billings
- Shannon Briggs jako Max
- François Berléand jako Tarconi
- Jeff Chase jako Vasilij
- AnnaLynne McCord jako únoskyně
- Tim Ware jako U.S. Marshal Hoffman
- Marc Macaulay jako U.S. Marshal Brown
- Marty Wright jako velitel SWAT
- Raymond Tong jako Rastaman